# Abadía de Santa María di Casanova
La abadía de Santa María di Casanova fue una abadía cisterciense situada en la localidad de Villa Celiera (Provincia de Pescara, Italia).

## Historia
Fue fundado en 1191 de la abadía madre de le Tre Fontane en Roma, de la línea de la Abadía de Claraval y la construcción terminó en 1208.
Fue la primera abadía cisterciense en Abruzos y tenía como una abadías hijas la abadía de Santa María de Ripalta, la abadía de San Pastore y la abadía de Espíritu Santo d'Ocre. Fue habitado por los cistercienses hasta la nacionalización por José I Bonaparte en 1807.